# Comedy Central Roast (Nederland)
Comedy Central Roast was een Nederlands televisieprogramma dat werd uitgezonden op Comedy Central. Het programma was gebaseerd op een Amerikaans format. In elke editie stond een bekende Nederlander centraal. Naast de centrale gast was er een roastmaster, de presentator van de show. Tevens namen andere bekende Nederlanders deel als roasters.
De bedoeling van het programma was om elkaar, maar vooral de hoofdgast, compleet af te kraken oftewel te roasten. Iedere deelnemer kreeg een aantal minuten de tijd om voor de zaal zijn voorbereide roast te doen. De show eindigde met de hoofdgast die vervolgens de andere deelnemers terug roastte.

## Edities
In de eerste editie was zanger Gordon de hoofdgast. In het najaar van 2017 werd bekendgemaakt dat het programma terug zou keren voor een tweede editie, dit keer was radio-dj Giel Beelen de hoofdgast van de uitzending. In december 2018 keerde het programma terug voor een derde editie, ditmaal met Johnny de Mol als hoofdgast. Daarna volgden nog Ali B en Hans Klok. In januari 2023 kwam de editie van Famke Louise, dit was de eerste Nederlandse editie met een vrouw in de hoofdrol.
Elke editie had een andere samenstelling van roastmaster en roasters. Enkele cabaretiers hebben meerdere keren meegedaan. Peter Pannekoek heeft tot dusver alle afleveringen meegedaan. Henry van Loon deed driemaal mee (waarvan een als roastmaster) en Johan Goossens tweemaal. Op 7 maart 2024 werd bekendgemaakt dat het programma zal stoppen omdat de kijkcijfers steeds lager werden. Ook wordt het steeds moeilijker om nog een geschikte hoofdgast te vinden voor het programma.
| Nr. | Titel                      | Uitzenddatum     | Hoofdgast     | Roastmaster           | Roasters | Kijkcijfers |
| --- | -------------------------- | ---------------- | ------------- | --------------------- | --- | ----------- |
| 1   | The Roast of Gordon        | 20 december 2016 | Gordon        | Jörgen Raymann        | Peter Pannekoek, Erland Galjaard, Bridget Maasland, Sophie Hilbrand, Sander Lantinga, Erik de Zwart, Steven Brunswijk en Bobbi Eden                                            | 464.000     |
| 2   | The Roast of Giel Beelen   | 13 december 2017 | Giel Beelen   | Gijs Staverman        | Peter Pannekoek, Dennis Weening, Henry van Loon, Sylvana Simons, Soundos El Ahmadi, Jebroer, Kaj van der Ree en Lange Frans                                                    | 603.000     |
| 3   | The Roast of Johnny de Mol | 18 december 2018 | Johnny de Mol | Jeroom Snelders       | Peter Pannekoek, Heleen van Royen, Ruben van Zwieten, Tatum Dagelet, Najib Amhali, Tooske Ragas, Danny Froger en Patty Brard                                                   | 514.000     |
| 4   | The Roast of Ali B         | 17 december 2019 | Ali B         | Sanne Wallis de Vries | Henry van Loon, Prem Radhakishun, Brace, Rob Geus, Bugra Gedik, Ferry Doedens, Willie Wartaal, Johan Goossens, Waylon, I Am Aisha en Peter Pannekoek (vooraf opgenomen sketch) | 427.000     |
| 5   | The Roast of Hans Klok     | 21 december 2021 | Hans Klok     | Henry van Loon        | Karin Bloemen, Sjaak, Henk Westbroek, Stefano Keizers, Johan Goossens, Rasti Rostelli, Giel de Winter en Peter Pannekoek (vooraf opgenomen sketch)                             | 236.000     |
| 6   | The Roast of Famke Louise  | 16 januari 2023  | Famke Louise  | Dolf Jansen           | Bizzey, Joke Bruijs, Rayen Panday, Sylvia Geersen, Maik de Boer, Lisa Loeb, Nesim Ahmadi en Peter Pannekoek                                                                    | 232.000     |

## Trivia
- The Roast of Gordon was destijds het best bekeken programma uitgezonden op de Nederlandse zender Comedy Central.[9]
- Tijdens de The Roast of Hans Klok verscheen roaster Stefano Keizers naakt ten tonele, hij bleef de gehele uitzending naakt, eveneens tijdens zijn optreden.[10]
- Vlak voor de opnames van "The Roast of Famke Louise" heeft tv-icoon Patricia Paay alsnog bedankt om mee te doen aan het programma. Als vervangster heeft de productie last-minute Joke Bruijs weten te strikken.